# Matt Dayton
Matt Dayton, né le 24 août 1977 à Fairplay, est un ancien coureur du combiné nordique américain.  

## Biographie
Né à Fairplay dans le Colorado, il passe son enfance et sa jeunesse à Breckenridge avant de déménager à Steamboat Springs où se trouve un tremplin de saut à ski. Il y effectue son premier saut alors qu'il a dix-huit ou dix-neuf ans,. Il connaissait déjà bien la pratique du ski de fond, puisqu'il est monté sur ses premiers skis à l'âge de dix-huit mois. Son entrée durable dans l'équipe nationale américaine a donc surpris les entraîneurs et ses coéquipiers.
En 1999, il est sélectionné pour les Championnats du monde, malgré son inexpérience au niveau international. En décembre 2000, il gagne la seule course individuelle de sa carrière, une manche de la Coupe du monde B. Il fait ses débuts en Coupe du monde en janvier 2001 à Reit im Winkl. Deux semaines plus tard, il obtient déjà une sixième place à Steamboat Springs, là même où il confirme en décembre avec deux tops 10 dont une cinquième place, meilleur résultat individuel en Coupe du monde.
Lors des Jeux olympiques d'hiver de 2002 à Salt Lake City, lui et ses coéquipiers (Todd Lodwick, Johnny Spillane et Bill Demong) se classent quatrièmes de la compétition par équipes, signant le meilleur résultat olympique des États-Unis en combiné nordique. Dans les épreuves individuelles, il est 18e en Gundersen et 36e en sprint. En fin de saison, il met fin à sa carrière sportive.

## Palmarès

### Jeux olympiques d'hiver
| Épreuve / Édition | Épreuve / Édition | Salt Lake City 2002 |
| Sprint            | Sprint            | 36e                 |
| Gundersen         | Gundersen         | 18e                 |
| Par équipe        | Par équipe        | 4e                  |

### Championnats du monde
| Épreuve / Édition | Épreuve / Édition | Ramsau 1999 | Lahti 2001 |
| Sprint            | Sprint            | -           | 27e        |
| Gundersen         | Gundersen         | 45e         | 36e        |
| Par équipe        | Par équipe        | -           | 8e         |

### Coupe du monde
- Meilleur classement général : 33e en 2001 et 2002.
- Meilleur résultat individuel : 5e.

### Coupe du monde B
- 4 podiums dont 1 victoire à Salt Lake City en décembre 2000.
- Meilleur classement général : 10e en 1999.